# Spermophora jocquei
Spermophora jocquei är en spindelart som beskrevs av Huber 2003. Spermophora jocquei ingår i släktet Spermophora och familjen dallerspindlar. Inga underarter finns listade i Catalogue of Life.